# میهاما، فوکوئی
میهاما، فوکوئی (به لاتین: Mihama, Fukui) یک منطقهٔ مسکونی در ژاپن است که در استان فوکوئی واقع شده‌است. میهاما ۱۱٬۱۴۸ نفر جمعیت دارد.